# Радянська енциклопедія історії України
Радя́нська енциклопе́дія істо́рії Украї́ни (РЕІУ) в чотирьох томах — енциклопедичне видання, присвячене історії України. Містить близько 9 тисяч статей. Наклад — 40000 примірників. Видавалося Головною редакцією Української Радянської Енциклопедії АН УРСР за постановою Центрального Комітету КП України і Ради Міністрів Української РСР.
Енциклопедія вийшла у чотирьох томах, де вміщено близько 9 тисяч статей. Методологічною основою РЕІУ є теорія марксизму-ленінізму, рішення з'їздів Комуністичної партії Радянського Союзу і Комуністичної партії України, пленумів ЦК КПРС і ЦК КП України, документи міжнародних нарад комуністичних і робітничих партій. В енциклопедії висвітлюються питання марксистсько-ленінської теорії, розкривається зміст основоположних праць К. Маркса, Ф. Енгельса, В. Леніна, зокрема праць про Україну.
Завдання, яке стояло перед виданням — огляд історії українського народу від Київської Русі до ХХ століття у світлі радянських ідеологічних штампів. Наприклад, РЕІУ розглядає Київську Русь як так звану «спільну колиску» східнослов'янських народів (українського, білоруського та російського). Однобоко (виходячи з марксистської теорії) показано феномен козацтва та Запорозької Січі, гайдамацький рух та діяльність опришків, а трагічну для української нації за наслідками Переяславську раду потрактовано як «возз'єднання» України з Росією, «поворотний етап у житті українського народу». Відсутня об'єктивність у стосунку до визвольних змагань українського народу під час революції 1917—1921 років (часові координати у виданні визначають перша і друга російські революції, а також Жовтневий переворот) та інших подій, які мали на меті здобуття незалежності України. Натомість їх підмінено історією російських декабристів і народників, а також більшовицьких організацій, повстань, заворушень та нелегальних видань тощо.
Сама історія українського народу зазнала у цій енциклопедії стратегічної фальсифікації.

## Сучасна оцінка РЕІУ
У передмові до багатотомної «Енциклопедії історії України» дано таку характеристику Радянської енциклопедії історії України :
| ...Треба визнати, що праці енциклопедичного характеру з історії України, створені до 1991 року, містять значний обсяг важливої інформації і, без сумніву, залишаються вагомим досягненням історичної науки. Водночас необхідно пам'ятати про політичну заангажованість цих праць, зумовлену догмами й стереотипами комуністичної доби, у зв'язку з чим їхнє значення як інформаційного ресурсу в сучасних умовах істотно понижується. Особливо глибоких фальсифікацій зазнала історія українського народу (причому різних епох та періодів). Щодо опису й аналізу минулого українських земель, які свого часу не входили до складу УРСР, то в енциклопедіях для них раніше майже не знаходилося місця. Спотворювалися реальні (науково обґрунтовані) пропорції щодо висвітлення історичних епох. Так, більше половини усіх статей РЕІУ присвячувалося одному періодові — після 1917 року. |

## Томи
- 1-ий том. Абазин — державець. Київ. Головна редакція УРЕ. 1969. 552 стор., іл. Містить 449 ілюстрацій, 40 карт, 10 вклейок кольорових карт (29 карт), 9 вклейок високого та офсетного друку. pdf
- 2-ий том. Державін — лестригони. Київ. Головна редакція УРЕ. 1970. 584 стор., іл. Містить 440 ілюстрацій, 52 карти, 6 вклейок кольорових карт (17 карт), 5 вклейок високого друку. pdf
- 3-ий том. Летичів — розкопки. Київ. Головна редакція УРЕ. 1971. 576 стор., іл. Містить 494 ілюстрації, 34 карти, 4 вклейки кольорових карт (11 карт), 5 вклейок високого та офсетного друку. pdf
- 4-ий том. Розлив — Яцкевич. Київ. Головна редакція УРЕ. 1972. 576 стор., іл. Містить 483 ілюстрації, 34 карти, 7 вклейок кольорових карт (17 карт), 6 вклейок високого друку. pdf

## Редакційна колегія
- Андрій Данилович Скаба (відповідальний редактор),
- Борис Мусійович Бабій,
- Сергій Миколайович Бібиков,
- Олексій Артемович Бородін,
- Пантелеймон Петрович Гудзенко,
- Іван Олександрович Гуржій,
- Кость Григорович Гуслистий,
- Всеволод Леонідович Зуц (відповідальний секретар),
- Михайло Кирилович Івасюта,
- Іван Іванович Компанієць (заступник відповідального редактора),
- Юрій Юрійович Кондуфор,
- Степан Мефодійович Королівський,
- Павло Арсентійович Лавров,
- Федір Євдокимович Лось,
- Іван Дмитрович Назаренко,
- В'ячеслав Ілліч Стрельський,
- Микола Іванович Супруненко,
- Василь Якимович Тарасенко,
- Петро Тимофійович Тронько,
- Андрій Терентійович Чеканюк.